# Nothodiplax dendrophila
Die Nothodiplax dendrophila ist die einzige Libellenart der Gattung Nothodiplax aus der Unterfamilie Sympetrinae. Sie tritt im Nordosten Surinames auf. Die Larven sind noch nicht beschrieben und auch sonst ist die Art nur sehr spärlich erforscht und beschrieben.

## Bau der Imago
Das bräunlichgrün marmorierte Tier erreicht eine Länge von 32 Millimetern, womit es eine vergleichsweise kleine Art darstellt. Das Abdomen ist auf den Segmenten eins bis sieben gelb, auf den Segmenten acht bis 10 schwarz. Die Flügel sind durchsichtig.

## Habitat
Als Habitat wählt die Art Flüsschen mit Sandboden in der östlichen Küstenregion Surinams. Dabei sitzt sie meist auf höheren Teilen von Bäumen und fliegt nur ab und zu hinab.

## Weblink
- Nothodiplax dendrophila in der Roten Liste gefährdeter Arten der IUCN 2013.2. Eingestellt von: von Ellenrieder, N. & Paulson, D., 2006. Abgerufen am 24. Februar  2014.